# خرم درق (غوزل درة)
خرم درق (بالفارسية: خرمدرق) هي قرية تقع في إيران في قسم غوزل درة الریفي. يقدر عدد سكانها بـ 781 نسمة بحسب إحصاء 2016.